# Cristina Bermúdez

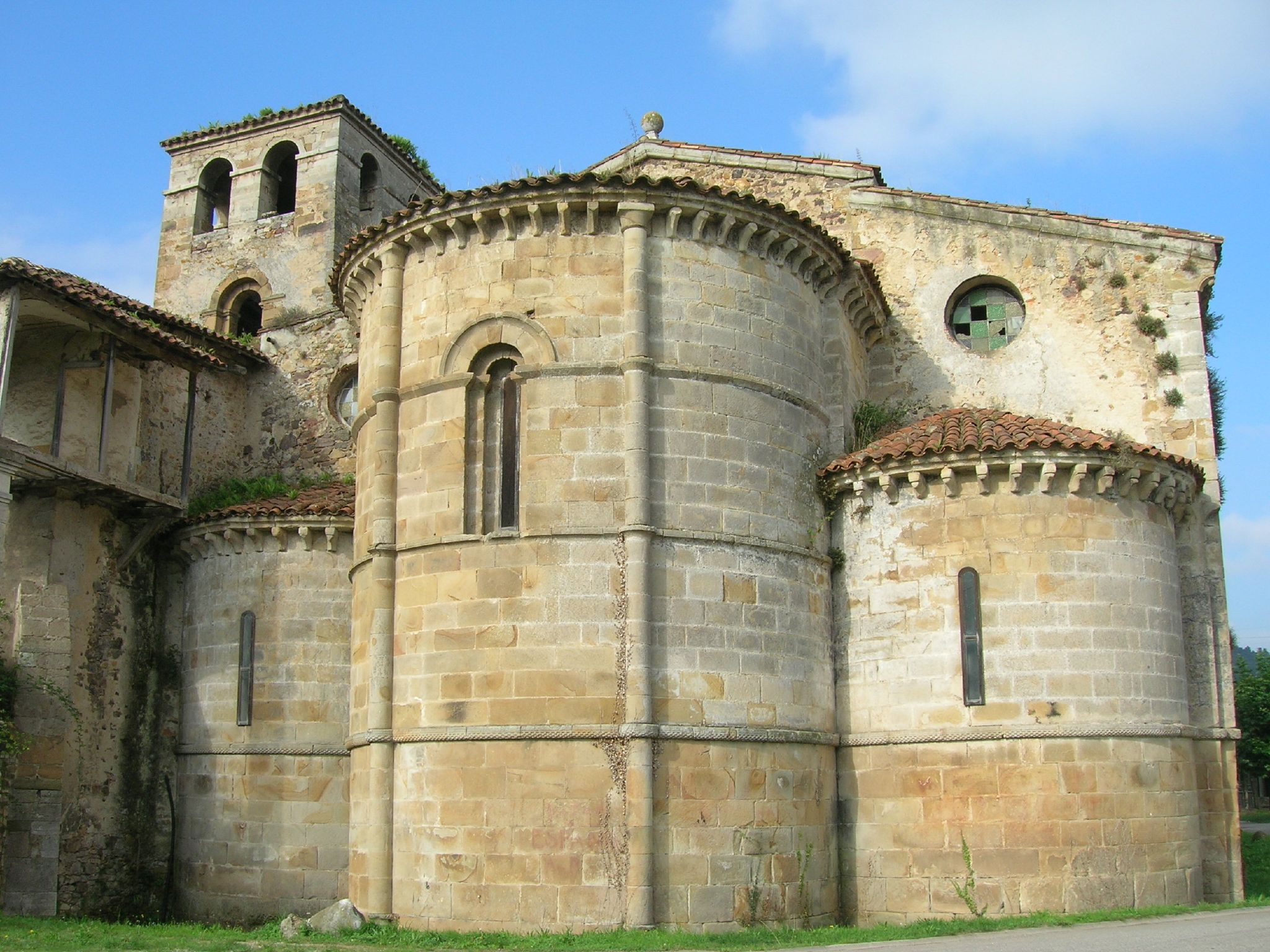
Monestir de San Salvador de Cornellana fundat per la infanta Cristina Bermúdez

Cristina Bermúdez (c. 982-Cornellana, c. 1050) va ser infanta de Lleó i filla del rei Beremund II i de la seva primera esposa, la reina Velasquita Ramírez. Els seus avis paterns van ser els reis de Leló Ordoni III i Urraca Fernández, filla del comte de Castella Ferran González. Els seus avis materns van ser probablement el comte gallec Ramiro Menéndez i la comtessa Adosinda Gutiérrez, tots dos de la més alta noblesa galaicoportuguesa.

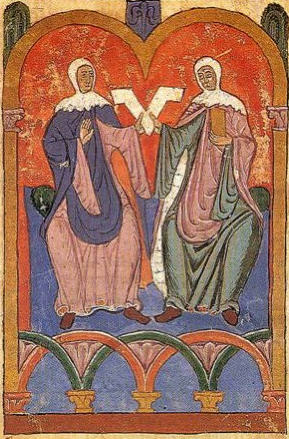
Teresa i Sancha Bermúdez, germanastres de la infanta Cristina

El seu pare, el rei Beremund havia repudiat a la seva primera esposa i va tornar a contreure matrimoni amb Elvira Garcia, amb qui va tenir al futur rei Alfons V de Lleó i a les infantes Teresa i Sancha Bermúdez.
Cristina va contreure matrimoni poc després de 1000 i abans de 1016 amb Ordoño Ramírez el Cec, fill del reis de Lleó Ramir III i Sancha Gómez. D'aquest matrimoni, probablement propiciat per la reina Velasquita i per la reina vídua Teresa Ansúrez, ambdues recloses al Monestir de San Pelayo d'Oviedo, descendeix el llinatge dels Ordóñez d'Astúries, el més important d'aquest regne al segle xi. La descendència dels infants Ordoño i Cristina és esmentada per Rodrigo Jiménez de Rada en la seva crònica del rei Beremund II de Lleó, «...de Velasquita va tenir a la infanta Cristina; aquesta Cristina va tenir d'Ordoño el Cec, fill del rei Ramir, a Alfonso, Ordoño, la comtessa Pelaya i Aldonza», informació que coincideix amb la documentació asturiana de diversos monestirs, incloent el de Cornellana i el de Corias, així com amb la de la Catedral de San Salvador d'Oviedo, on s'esmenten com a fills seus a Alfonso, Aldonza, Ordoño i Pelaya Órdoñez, aquesta última també dita doña Palla.

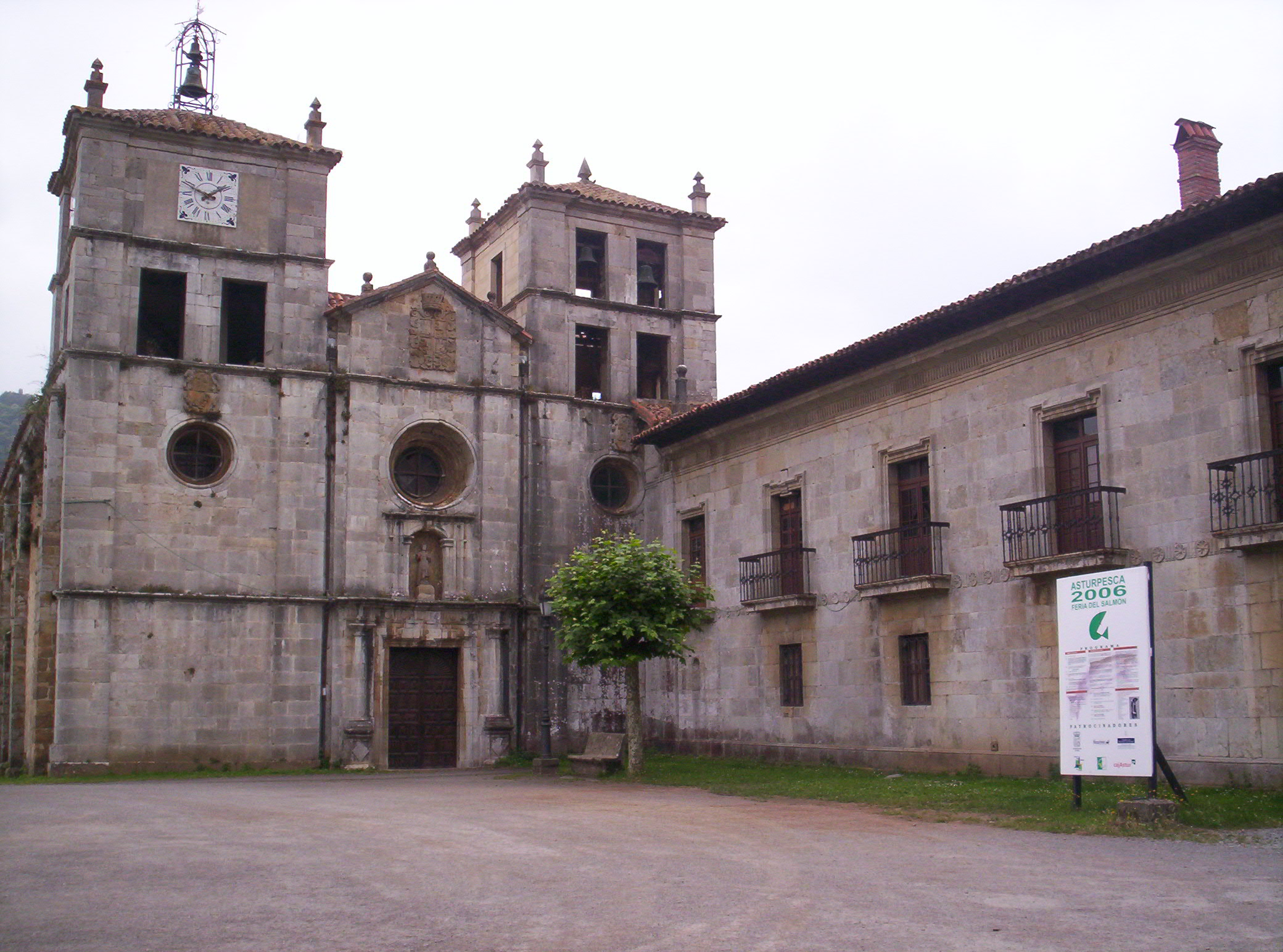
Monestir de San Salvador de Cornellana

La infanta Cristina ja era vídua en 1024 segons es declara en una donació que va realitzar al monestir de Cornellana que havia fundat en «règim de partició hereditària» en aquest mateix any. Va morir al voltant de l'any 1050 i probablement va rebre sepultura en el monestir que havia fundat i on va professar com a religiosa.